# 內斯鎮區 (明尼蘇達州聖路易斯縣)
內斯鎮區（英語：Ness Township）是位於美國明尼蘇達州聖路易斯縣的一個行政鎮區。

## 地方資料
內斯鎮區的面積為91.29平方千米，當中陸地面積為90.79平方千米，而水域面積為0.50平方千米。根據2020年美國人口普查的數據，當地共有人口68人，而人口密度為每平方千米0.74人。